# Пене
Пѐне (на италиански: Penne, на местен диалект Ponne, Поне) е град и община в Южна Италия, провинция Пескара, регион Абруцо. Разположен е на 438 m надморска височина. Населението на общината е 12 569 души (към 2013 г.).
Penne в Абруцо Италия е един от най-старите градове в региона Абруцо с богата история, датираща от 300 г. пр. н. е., при което племето Вестини, което е живяло в града, го е нарекло Пина и с останалата част от региона попада под контрола на римляните през 1sr век пр.н.е. Впоследствие попада под контрола на Херцогство Сполето, последвано от Кралство Сицилия.

## Днешни дни
Днес Пене, Италия е част от провинция Пескара, удостоен със спечелването на титлата „I Borghi più belli d'Italia“ или едно от най-красивите села в Италия, тъй като е известно със своите древни сгради и тухлени църкви, които са една от основните туристически забележителности на Пене. Друг малко известен факт е, че Brioni, италианската модна къща е базирана в Пене, чиито костюми все още се шият ръчно в Пене – същите костюми, които са били носени от Джеймс Бонд , Лучано Павароти и Нелсън Мандела.